# Gilles Delion
Gilles Delion (Saint-Étienne, 5 augustus 1966) is een voormalig Frans wielrenner. Hij was beroepsrenner tussen 1988 en 1996 en stapte later over op de mountainbike. Delion behoorde net als generatiegenoot Edwig Van Hooydonck tot die renners die het opkomende epo-gebruik onder hun collega's aanklaagden.

## Belangrijkste overwinningen
1989
- GP Lugano

1990
- 2e etappe Critérium International
- Ronde van Lombardije

1992
- Classique des Alpes
- 7e etappe Ronde van Frankrijk

1994
- GP La Marseillaise
- 2e etappe Tour de l'Ain
- GP Rennes

## Resultaten in voornaamste wedstrijden
| Jaar | Ronde van Italië | Ronde van Frankrijk | Ronde van Spanje |
| ---- | ---------------- | ------------------- | ---------------- |
| 1988 |                  |                     |                  |
| 1989 |                  |                     |                  |
| 1990 |                  | 15e                 |                  |
| 1991 |                  | 21e                 |                  |
| 1992 |                  | 58e (1)             |                  |
| 1993 |                  |                     |                  |
| 1994 |                  |                     |                  |
| 1995 |                  | buiten tijd         |                  |

| Jaar | Milaan-San Remo | Gent-Wevelgem | Ronde van Vlaanderen | Parijs-Roubaix | Amstel Gold Race | Luik-Bast.‑Luik | Ronde van Lombardije | Bretagne Classic | Waalse Pijl | Clásica San Sebastián |  | WK op de weg |  | Wereldranglijsten |
| ---- | --------------- | ------------- | -------------------- | -------------- | ---------------- | --------------- | -------------------- | ---------------- | ----------- | --------------------- |  | ------------ |  | ----------------- |
| 1988 |                 |               |                      |                |                  |                 | 15e                  |                  |             |                       |  |              |  |                   |
| 1989 | 29e             | 37e           |                      |                | 21e              | 22e             | ↑                    | Brons            | 12e         | 27e                   |  | 25e          |  | 22e (UWB)         |
| 1990 | ↑               |               | 14e                  | 49e            | 22e              | 18e             | ↑                    | 18e              |             | 35e                   |  |              |  | 5e (UWB)          |
| 1991 | 61e             |               |                      |                |                  | 55e             |                      |                  |             | 6e                    |  | 49e          |  | 20e (UWB)         |
| 1992 |                 |               |                      |                |                  |                 |                      |                  |             |                       |  |              |  |                   |
| 1993 |                 |               |                      |                |                  |                 | 12e                  |                  |             |                       |  |              |  |                   |
| 1994 | 21e             |               |                      |                |                  |                 |                      |                  |             |                       |  |              |  |                   |
| 1995 |                 |               |                      |                |                  | 55e             |                      |                  |             |                       |  |              |  |                   |

Wielerploegen van Gilles Delion
Arnould ·
Bagot ·
Bourguignon ·
Bouvatier ·
Brochard ·
Davy ·
de Las Cuevas ·
Delion ·
Desbiens ·
Durand ·
Jeker ·
Leblanc ·
Madouas ·
Magnien ·
Rezze ·
Robin ·
Simon ·
Thibout ·
Trumheller ·
Gaumont (stagiair) ·
Roux (stagiair)
Arnould ·
Bourguignon ·
Brochard ·
Davy ·
de Las Cuevas ·
Delion ·
Desbiens ·
Durand ·
Gaumont ·
Jeker ·
Madouas ·
Magnien ·
Marie ·
Robin ·
Roux ·
Simon ·
Thibout ·
Trumheller ·
Bouyer (stagiair) ·
Medan (stagiair) ·
Salmon (stagiair)
Arroyo ·
Bernard ·
Bourgeot ·
Bouvard ·
Chanteur ·
Cornillet ·
Delbove ·
Delion ·
Kasputis ·
Kirsipuu ·
Locatelli ·
Louviot ·
Manin ·
Mengin ·
Vermey ·
Bessy (stagiair) ·
Duzellier (stagiair) ·
Guénée (stagiair)
Cauz ·
Citterio ·
Colombo ·
Daddi ·
Dal Sie ·
Delion (tot 30/04) ·
Delphis ·
Dojwa ·
Faustini ·
Gorini ·
Konysjev ·
Leoni ·
Menthéour ·
Meulemans ·
Pavanello ·
Rezze ·
Sabatier ·
Simoni ·
Teterioek · 
Tomi ·
Tonti ·
Vona ·
Zanette